# Alfons II. (Aragón)

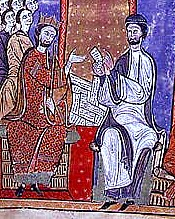
Alfons II. von Aragonien

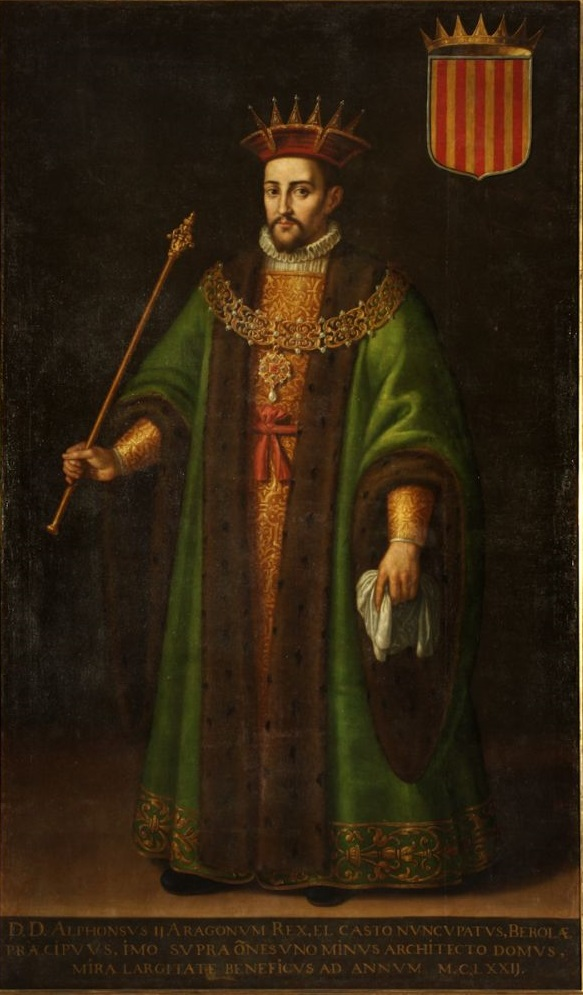
Alfons II. von Aragonien. So stellte man sich im 17. Jahrhundert Alfons II. vor.

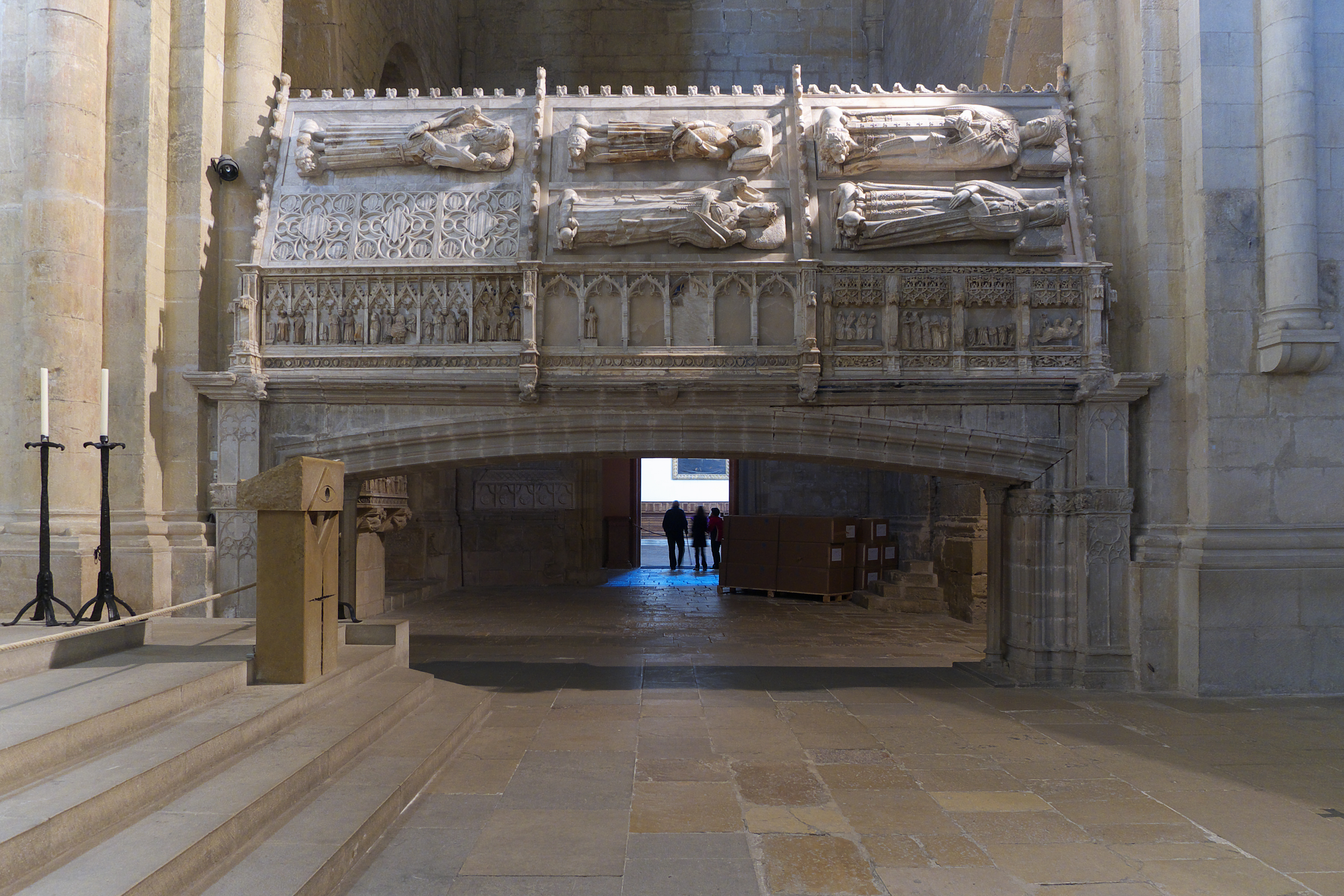
Familiengruft im Kloster Poblet

Alfons II. von Aragón, genannt der Keusche (el Casto) (* 25. März 1157 in Huesca (Aragonien, Spanien); † 25. April 1196 in Perpignan) war ab 1162 bis zu seinem Tod König von Aragonien und ab 1163 als Alfons I. Graf von Barcelona, Girona, Osona, Besalu, Cerdagne, Tarragona und Roussillon; Marquis von Lérida und Tortosa, Graf des Gevaudan, Vicomte von Millau und Carlat, sowie seit 1166 auch Graf von Provence.

## Leben
Als zweiter Sohn nach dem als Kind verstorbenen Peter geboren, wurde er nach seinem Vater auf den Namen Raimund getauft. Auf Betreiben seiner Mutter wurde er nach dem Tod des Kronprinzen in Alfons umbenannt.
Alfons war beliebt als Beschützer der ständischen Freiheiten und Gönner der Trobadors. Alfons dichtete selbst, in einer Kanzone feiert er das Glück der Liebe.
Im Jahr 1172 eroberte er von Navarra aus die Grafschaft Roussillon und erwarb auch einen Teil der Provence durch Erbrecht. Er gewann Saragossa zurück, eroberte Caspe und gründete die Stadt Teruel.
Alfons konnte sich aus der Lehnsoberhoheit des kastilischen Königs lösen und vereinbarte mit ihm die beiderseitigen Interessenssphären im maurischen Spanien, wobei er sich das Königreich Valencia sicherte, das er lange bekriegte.
Der König galt als eifriger Förderer des Dritten Standes, der in Aragonien – als einem der ersten europäischen Länder – große politische Bedeutung erlangte.
Alfons II. wurde im Monestir de Santa Maria de Poblet in der Familiengruft der klösterlichen Kirche beigesetzt. Körperteile wurden mutmaßlich auch in der Kirche des Klosters Santa Maria de Vilabertran bestattet; dort befindet sich eine Grabplatte des Königs mit der Inschrift: Teil der Überbleibsel, die am wichtigsten sind.

## Familie
Alfons war ein Sohn von Raimund Berengar IV. von Barcelona und dessen Frau Petronella von Aragón, der Tochter König Ramiros von Aragonien. Er heiratete am 18. Januar 1174 in Saragossa Sancha (1155/7–1208), die Tochter des Königs Alfons VII. von Kastilien und dessen zweiter Gemahlin Richeza von Polen. Mit Sancha hatte er folgende Kinder:
- Peter II. (1178–1213), König von Aragón
- Konstanze (1179–1222)

1. ⚭ 1198 König Emmerich von Ungarn
2. ⚭ 1210 Kaiser Friedrich II.

- Alfons II. (1180–1209), Graf der Provence
- Sancho († jung)
- Eleonore (1182–1226) ⚭ ca. 1202 Graf Raimund VI. von Toulouse
- Raimund Berengar († jung)
- Sancha (1186–1242) ⚭ 1211 (gesch. 1241) Graf Raimund VII. von Toulouse
- Ferdinand (1190–1249), Abt von Monte Aragón
- Dulcia (* 1192), Nonne